# Juillet 1940 (guerre mondiale)
Chronologie de la Seconde Guerre mondiale
Juin 1940 - Juillet 1940 -  Août 1940
- 1er juillet : 
  - Les Îles Anglo-Normandes sont complètement occupées ;
  - Le gouvernement français se déplace à Vichy.

- 2 juillet : 
  - Hitler ordonne la préparation des plans pour l'invasion du Royaume-Uni, nom de code opération Otarie.
  - Les Polonais de la Brigade des chasseurs des Carpates, que le gouvernement de Vichy veut désarmer en Syrie, passent en Palestine.
  - L'URSS occupe une partie de la Roumanie.

- 3 juillet : 
  - La Royal Navy attaque à Mers-el-Kébir près d'Oran la flotte française : 1 297 marins sont tués, l'escadre d'Alexandrie est neutralisée et tous les navires français ayant trouvé refuge dans les ports britanniques sont « saisis » par la Royal Navy.

- 5 juillet :
  - Rupture des relations diplomatiques entre le gouvernement de Vichy et le gouvernement britannique.

- 6 juillet : Nouvelle attaque britannique sur Mers-el-Kébir. Cible principale de cette seconde attaque aérienne, le cuirassé Dunkerque, déjà endommagé par la première attaque trois jours plus tôt.

- 8 juillet : Attaque britannique sur le cuirassé français Richelieu en rade de Dakar.

- 9 juillet : 
  - Combat naval entre les flottes italienne et britannique.

- 10 juillet : 
  - La Chambre des députés et le Sénat donnent les pouvoirs constituants à Philippe Pétain, le président de la République Albert Lebrun se trouve ainsi « démissionné » d'office. C'est la fin de la Troisième République.
  - Rédaction par le dirigeant communiste français Jacques Duclos du texte connu sous le nom d'« Appel du 10 juillet 1940 » qui sera diffusé à partir du mois d'août.

- 11 juillet :
  - Philippe Pétain qui prend le titre de chef de l'État français annonce via la radio qu'il compte mener de grandes réformes.

- 12 juillet :
  - Publication en France du premier numéro de l'hebdomadaire antisémite Au Pilori.

- 14 juillet : 
  - Fondation du mouvement de résistance parisien Les Amis d'Alain Fournier.

- 17 juillet : 
  - Parachutage du premier espion de la France libre en zone occupée.

- 19 juillet :
  - Vote par le Congrès des États-Unis du Two-Ocean Navy Act pour renforcer considérablement la marine américaine.

- 20 juillet : 
  - La Roumanie et le Danemark quittent la Société des Nations.

- 21 juillet : 
  - Le gouvernement tchèque en exil s'installe à Londres.

- 22 juillet : 
  - Hitler propose la paix au gouvernement britannique.
  - Les Nouvelles-Hébrides se rallient à la France libre.

- 24 juillet : 
  - L'Alsace et une partie de la Lorraine sont annexées au IIIe Reich.

- 25 juillet : 
  - Les femmes et les enfants reçoivent l'ordre d'évacuer Gibraltar.
  - Bombardement des bases britanniques de Palestine par l'aviation italienne

- 29-31 juillet : Hitler organise une conférence secrète au Berghof ayant pour trait la planification de l'invasion de l'URSS.